# Gazanfer Bilge
Gazanfer Bilge   (Karamürsel, 23 de juliol de 1924 - Istanbul, 20 d'abril de 2008) fou un lluitador turc, especialista en lluita lliure, guanyador d'una medalla olímpica.
El 1948 va prendre part en els Jocs Olímpics d'Estiu de Londres, on guanyà la medalla d'or en la competició del pes ploma del programa de lluita lliure.
En el seu palmarès també destaca una medalla d'or al Campionat d'Europa de 1946. Es va retirar el 1953, després que no se li permetés participar en els Jocs Olímpics de Hèlsinki de 1952 per haver rebut diners de part del govern turc per la seva victòria als Jocs de Londres. Aquests diners els va donar a escoles, orfenats i llars per a persones necessitades de Kocaeli.
El 2002 va ser distingit amb el "Public relations - Service to Sports and Community Trophy" per part de l'International Fair Play Committee (CIFP) de París.